# Peter and the Test Tube Babies
A Peter and the Test Tube Babies egy punk-rock/Oi! zenekar az angliai Peacehavenből. 1978-ban alakult meg. Humoros szövegei miatt a "punk pathetique" műfajba is sorolják az együttest.

## Tagok
- Peter Bywaters - ének
- Derek Greening - gitár
- Nick Abnett - basszusgitár
- Sam Fuller - dobok

## Diszkográfia
- Pissed and Proud (1982)
- Mating Sounds of the South American Frogs (1983)
- Journey to the Centre of Johnny Clarke's Head (1984)
- The Loud Blaring Punk Rock LP (1985)
- Soberphobia (1986)
- Live and Loud!! - More Chin Shouting (1990)
- The $hit Factory (1990)
- Cringe (1991)
- Supermodels (1995)
- Schwein Lake Live (1996)
- Alien Pubduction (1998)
- A Foot Full of Bullets (2005)
- Piss Ups (2012)
- That Shallot (2017)
- Fuctifano (2020)[1]